# I primi uomini sulla Luna
I primi uomini sulla Luna (The First Men in the Moon) è un romanzo di fantascienza di H. G. Wells del novembre 1901.
Pubblicato per la prima volta sul periodico The Strand Magazine e riproposto in contemporanea sulla rivista  The Cosmopolitan in 8 parti da novembre 1900 fino a luglio 1901, con illustrazioni a cura di E. Hering, molte delle quali sono a piena pagina e accreditati da didascalie.
Il 5 ottobre 1901, la casa editrice Bowen-Merrill Company pubblica la prima edizione hardcover di The First Men in the Moon, la compagnia annovera tra le sue pubblicazioni solo due volumi sebbene attiva dal 1883 fino al 1901 (preceduta da Samuel Merrill e succeduta da Bobbs-Merrill Company) nonostante questo la prima opera accreditata a H. G. Wells sarà della Casa editrice George Newnes.
Il romanzo narra la storia di due uomini - lo squattrinato uomo d'affari Mr. Bedford e lo scienziato distratto dott. Cavor - che giungono sulla Luna grazie a una sostanza inventata da quest'ultimo, scoprendo che il satellite della Terra, contro ogni aspettativa, è abitato.
Dal romanzo sono stati liberamente tratti vari film, tra cui The First Men in the Moon (1919) e il classico Base Luna chiama Terra (First Men in the Moon, 1964).

## Trama
Per dedicarsi alla scrittura in modo da racimolare un po' di denaro, Mr. Bedford affitta una casa di campagna per trovare la pace necessaria. È in questa occasione che conosce il dottor Cavor, che passa ogni sera sotto la sua finestra gesticolando e parlando tra sé. Parlando con lo scienziato, Bedford scopre che sta lavorando a una sostanza, la cavorite, capace di schermare la gravità.
I due diventano amici e decidono di partire in un viaggio esplorativo sulla superficie lunare, usando una navetta sferica costruita con la seconda partita di cavorite fabbricata (la prima, immune alla gravità, viene scagliata nello spazio dalla rotazione terrestre, assieme alla colonna d'aria che la sovrasta).
Sulla Luna scoprono che l'atmosfera del satellite congela durante la lunghissima notte del satellite per poi tornare allo stato gassoso di giorno: le piante che spuntano e crescono rapidissimamente durante il dì lunare lasciano i semi sul suolo a superare la notte e germinare il giorno successivo.
La Luna è anche abitata da esseri senzienti, che vivono nel sottosuolo, da cui Bedford e Cavor vengono catturati dopo essersi ubriacati mangiando incautamente un vegetale lunare. I due riescono a fuggire, ma Cavor viene ripreso mentre l'altro ritrova la navicella e riesce a tornare sulla Terra. La navicella, rimasta incustodita, va perduta poiché un ragazzino vi si introduce e la fa partire accidentalmente, rendendo impossibile a Bedford o a chiunque altro ritornare sulla Luna.
In seguito, Bedford scopre che Cavor è vivo sulla Luna, è riuscito a comunicare con i seleniti e sta trasmettendo le sue scoperte alla Terra per radio. Le prime comunicazioni sono la sua versione dell'avventura lunare con Bedford, quindi segue una descrizione della società lunare - simile sotto molti aspetti a quelle degli insetti sociali - e infine il resoconto dell'incontro di Cavor con il Gran Lunare, il capo dei seleniti, un cervello gigantesco. Il Gran Lunare si mostra sconvolto dalla descrizione di Cavor delle guerre della Terra, e l'ultima trasmissione si interrompe prima che lo scienziato terrestre disperato riesca a comunicare la formula della cavorite.

## La luna di Wells

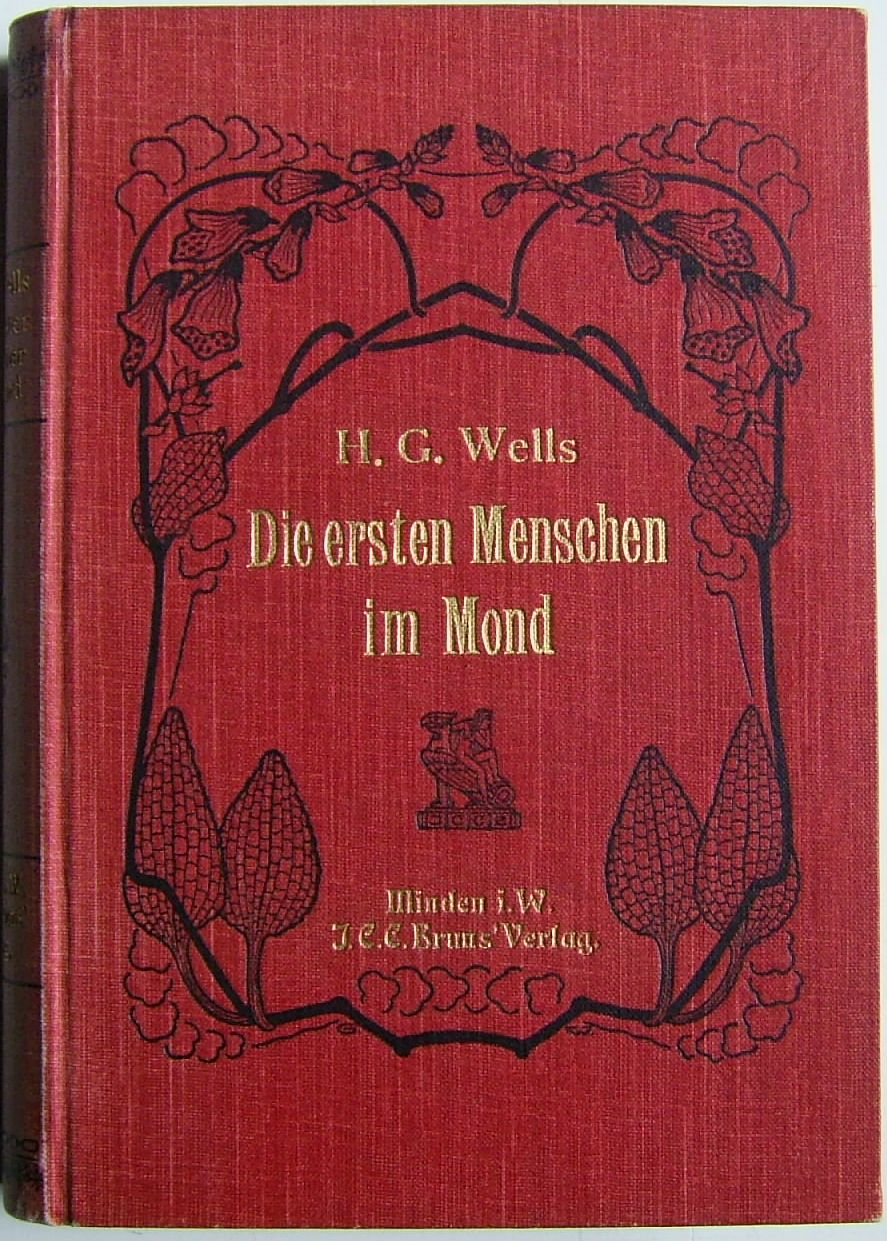
Un'edizione in lingua tedesca del romanzo

### Aspetti geologici e climatici
Così com'è descritta da Wells, la luna ha un'atmosfera respirabile leggermente più rarefatta di quella terrestre. Durante la notte - che ha una durata lunghissima a causa della lentezza della rotazione lunare - la temperatura scende a tal punto che l'aria congela, formando ghiacciai che tornano allo stato gassoso il mattino successivo.
I due protagonisti scoprono che sulla luna c'è acqua, in parte in superficie - nel mattino lunare, ancora freddo dopo la notte, scorgono della neve - ma perlopiù all'interno del satellite, in un mare interno che occupa il nucleo della luna e che Cavor visita durante la sua permanenza tra i seleniti.
Il sottosuolo lunare è percorso da una rete di cunicoli, comunicanti con l'immensa grotta del mare interno, nei quali vivono i suoi abitanti, al riparo dall'escursione termica della superficie.

### Aspetti biologici
Nel romanzo di Wells, la luna presenta forme di vita vegetali e animali evolute.
Le piante lunari si presentano in grande varietà di forme - arbusti, piante erbacee, vegetali simili a licheni o a cactus - tutte caratterizzate da una crescita estremamente rapida, addirittura visibile ad occhio nudo, presumibilmente dovuta al fatto che devono completare il loro ciclo vitale in un dì lunare (circa due settimane terrestri) prima di un nuovo congelamento. Almeno una pianta lunare è commestibile per l'uomo, ma provoca euforia, come sperimentano Bedford e Cavor.
I soli animali che i protagonisti incontrano sulla luna - a parte i seleniti intelligenti - sono i vitelli lunari, animali immensi (lunghi una sessantina di metri) allevati per la loro carne, con una testa minuscola rispetto alla loro massa e senza arti visibili. È possibile che sia la bassa gravità lunare a impedire a questi animali di essere schiacciati dal loro stesso peso, ma il libro non accenna alla questione. Non è ben chiaro come facciano i vitelli lunari a muoversi e come facciano i seleniti a proteggerli dall'estremo rigore delle notti.
I seleniti hanno un corpo vagamente umanoide, ma una testa che ricorda l'anatomia degli insetti: priva di naso e orecchie, con occhi sporgenti sui lati e un collo snodato in tre punti. Sono privi di cranio e presumibilmente anche di scheletro interno. L'aspetto di un individuo, comunque, varia notevolmente a seconda della classe sociale di appartenenza. La bassa gravità lunare, che permette a esseri simili a insetti di crescere fino alle dimensioni degli esseri umani, fa anche sì che i corpi dei suoi abitanti siano molto più fragili di quelli dei terrestri.

### Aspetti sociologici
La società lunare è divisa in classi, a cui i seleniti vengono assegnati dall'infanzia. Il metodo educativo lunare consiste nel far sviluppare al massimo in un individuo l'abilità che più gli è utile per il suo lavoro e reprimere severamente ogni inclinazione diversa.
Come risultato, i seleniti crescono secondo il principio dell'uso che sviluppa l'organo di Lamarck, anche se le caratteristiche che acquisiscono non sembrano essere ereditarie. Un individuo sviluppa al massimo grado le parti del corpo e le aree del cervello che sono utili al suo compito nella società, mentre le altre rimangono atrofizzate. Per esempio, chi lavora con sostanze chimiche ha organi olfattivi estremamente sviluppati; gli addetti ai lavori di precisione sono nani; la polizia lunare consiste in individui estremamente muscolosi e addestrati ad obbedire alla classe aristocratica.
Quest'ultima è formata da seleniti intellettuali che hanno potuto sviluppare un cervello enorme, non possedendo una scatola cranica che li ostacolasse. Si dividono in amministratori, eruditi (dotati di una memoria fotografica, sostituiscono tutte le forme di archiviazione dei dati) e specialisti esperti nella soluzione di problemi particolari. Queste classi si distinguono grazie alla diversa forma della testa, dato che ognuno sviluppa solo le aree del cervello che gli servono. Sono due intellettuali lunari, l'amministratore Phi-oo e l'erudito Tsi-puff, che imparano la lingua di Cavor, rendendo possibile la comunicazione.
La massima autorità della luna è il cosiddetto Gran Lunare (il termine è coniato da Cavor), un essere dal corpo atrofizzato e con un cervello ampio quattro o cinque metri, su cui vengono periodicamente versati liquidi rinfrescanti.

## Opere derivate
Dal romanzo sono stati liberamente tratti vari film, programmi radiofonici e opere televisive:
- The First Men in the Moon, regia di Bruce Gordon e J. L. V. Leigh (1919)
- Base Luna chiama Terra (First Men in the Moon), regia di Nathan Juran (1964)
- The First Men in the Moon, regia di Jack Fletcher (1997), film tv
- The First Men in the Moon, regia di Damon Thomas (2010), film tv

## Influenza culturale
Il personaggio di Cavor e soprattutto la cavorite sono presenti nel fumetto La Lega degli Straordinari Gentlemen di Alan Moore.

## Riferimenti ad altre opere
Quando Cavor propone il viaggio spaziale a Bedford, questi gli chiede se voglia imitare Dalla Terra alla Luna di Jules Verne (che era stato pubblicato trentasei anni prima del libro di Wells).